# Опел инсигнија
Опел инсигнија је аутомобил који производи немачка фабрика аутомобила Опел. Производи се од 2008. до 2022. године, осим у за тржиште Кине. Имао је две генерације.

## Историјат

### Прва генерација (2008–2017)
Инсигнија је представљена 2008. године на сајму аутомобила у Лондону, као и идентични модел Воксол инсигнија. На тржишту се нашао октобра исте године, као хечбек са 5 врата, седан верзија са четворо врата и караван са петоро врата назван спортс турер. Инсигнија је модел који мења вектру и зигнум. Инсигнија је први аутомобил са тим називом за оба бренда под окриљем Џенерал моторса, Опел и Воксол, а за Воксол то је био први аутомобил на којем је изостављена карактеристична "V" решетка која је красила Воксол моделе од 1994. године, а која их је разликовала од иначе идентичних Опелових модела. У Уједињеном Краљевству продаје се под брендом Воксол са идентичним називом, а у Кини и Северној Америци као Бјуик регал. Производи се у Опеловој фабрици у граду Риселсхајму у Немачкој.
Опел инсигнија је први пут представљена под тим називом још 2003. године као концепт. Међутим, 2005. године Опел је најавио да концепт аутомобил не може да стави у масовну производњу, јер би то било сувише тешко, скупо и компликовано за производњу, што значи да концепт остаје чиста студија. 
Опел инсигнија је освојила више од 50 националних и међународних награда, укључујући и титулу Европског аутомобила за 2009. годину. На Euro NCAP креш тестовима аутомобил је 2009. године добио максималних пет звездица. 26. априла 2012. године произведено је пола милиона инсигнија.
Редизајн је урађен у јуну 2013. године, са новим стајлингом екстеријера и ентеријера, новим моторима и новим безбедносним карактеристикама. Званичну премијеру је имао исте године на сајму аутомобила у Франкфурту.
У Инсигнију се уграђују бензински мотори од 1.4 (140 КС), 1.6 (115 и 180 КС), 1.8 (140 КС), 2.0 (220 и 250 КС) и 2.8 V6 (260 и 325 КС), као и дизел-мотори од 2.0 (110, 130, 160 и 195 КС). Од редизајна 2013. године уграђују се и бензински 1.6 (170 КС), и дизел 2.0 (120, 140, 163 КС).